# 格倫-塔尚河
格倫-塔尚河（塔尚河），是烏克蘭的河流，位於該國中部，發源自切雷穆希夫卡東北面，流經蘇梅州和波爾塔瓦州，屬於普肖爾河的左支流，河道全長91公里，流域面積1,870平方公里。